# 索溫卡
51°13′34″N 33°22′9″E / 51.22611°N 33.36917°E
索溫卡（烏克蘭語：Совинка）是位於烏克蘭東北部的村莊，由蘇梅州科諾托普區的杜博夫亞濟夫卡市鎮負責管轄。該村處於葉尼卡河右岸，分別距離切爾沃尼亞爾1公里和科諾托普7公里，海拔高度146米，2001年人口110。